# بورگو سان جیووانی
بورگو سان جیووانی (به ایتالیایی: Borgo San Giovanni) یک کومونه در ایتالیا است که در استان لودی واقع شده‌است.

## خصوصیات
بورگو سان جیووانی ۷٫۷ کیلومترمربع مساحت و ۱٬۸۹۸ نفر جمعیت دارد و ۷۷ متر بالاتر از سطح دریا واقع شده‌است.